# فراسينيتو
فراسينيتو، (بالإنجليزية: Frassinetto)‏، هي (بلدية) في مدينة تورينو بمقاطعة تورينو في منطقة بيدمونت الإيطالية، وتقع على بعد حوالي 40 كيلومترًا (25 ميلًا) شمال تورينو. حدود فراسينيتو البلديات التالية: ترافيرسيلا، وإنغريا، وبونت كانافيسي، وبورجالو، وكاستلنوفو نيجرا، وتشيزانوفا.

## السكان
في سنة 1861 بلغ عدد السكان 1٬682 نسمة، وتطور العدد ليصل في سنة 2011 لـ 272 نسمة.
يظهر هذا المخطط البياني تطور النمو السكاني لـ فراسينيتو